# Московский международный кинофестиваль 2014
XXXVI Московский международный кинофестиваль проходил в Москве с 19 по 28 июня 2014 года. Главной площадкой кинофестиваля являлся, как и в предыдущем году, мультиплекс «Октябрь». На кинофестиваль, по информации президента ММКФ Никиты Михалкова, было отобрано 397 фильмов из 61 страны; в рамках фестиваля состоялось 484 сеанса, на которых побывали 75 тысяч зрителей.
Основные категории фильмов кинофестиваля — «Основной конкурс», «Конкурс документального кино», «Конкурс короткометражного кино», «Внеконкурсный показ», «Ретроспективный показ» и «Программа российского кино». Российское кино в основном конкурсе представляли два фильма — «Да и да» Валерии Гай Германики и «Белый ягель» Владимира Тумаева. Главный приз кинофестиваля, «Золотого Георгия», получил фильм «Мой мужчина» японского режиссёра Кадзуёси Кумакири.

## Руководство кинофестиваля
- Президент — Никита Михалков
- Программный директор — Кирилл Разлогов
- Директор по связям с общественностью — Пётр Шепотинник
- Председатель отборочной комиссии — Андрей Плахов

## Конкурс на проведение XXXV и XXXVI ММКФ
В сентябре 2012 года был объявлен открытый конкурс на право заключения государственного контракта на оказание услуг по организации и проведению 35-го и 36-го Московского международного кинофестиваля. Государственным заказчиком для конкурса выступило Министерство культуры Российской Федерации. Победителем конкурса в октябре 2012 года после вскрытия конвертов с заявками на участие в конкурсе, рассмотрения заявок и подведения итогов стала организация АНО «Медиафест». В соответствии с условиями конкурса его победитель должен был организовать и провести 35-й Московский международный кинофестиваль в 2013 году и 36-й Московский международный кинофестиваль в 2014 году.

## Подготовка и проведение кинофестиваля
Первое мероприятие, посвящённое 36-му ММКФ, прошло 11 февраля 2014 года в рамках 64-го Берлинского международного кинофестиваля. Оно было ориентировано на журналистов разных стран, работающих в сфере кино. Встреча носила неформальный характер, в ней участвовали Кирилл Разлогов (программный директор ММКФ), Пётр Шепотинник (директор ММКФ по связям с общественностью) и Андрей Плахов (председатель отборочной комиссии ММКФ).
Как и в предыдущие годы, в Каннах в Русском павильоне Каннского кинофестиваля состоялась первая официальная пресс-конференция 36-го Московского международного кинофестиваля (19 мая 2014 года). Было объявлено, что жюри основного конкурса возглавит российский кинорежиссёр Глеб Панфилов. Среди фильмов, уже отобранных для основного конкурса, на пресс-конференции были названы «Братья. Последняя исповедь» (Украина, режиссёр Виктория Трофименко), «Бетти и Амаре» (Румыния, США, Испания, Канада, Германия, Эфиопия), «Прибежище» (Израиль), «Страна мечты» (Германия, Швейцария), «Я глаз» (Турция), «Хардкор диско» (Польша), «Сентименталисты» (Греция), «Мой мужчина» (Япония). Россию в основном конкурсе представляли фильм Валерии Гай Германики «Да и да» и «Белый ягель» Владимира Тумаева.
20 мая 2014 года был выпущен Официальный пресс-релиз Медиа Форума — программы ММКФ, посвящённой расширению привычных границ кинематографа, в рамках которой с 21 по 27 июня будут проходить выставки и перфомансы в области интерактивного кино, саунд-перформанса и видео-арта. Было объявлено, что центральным событием Медиа Форума XXXVI ММКФ станет конференция «От монтажа аттракционов до нейрокино».
23 мая стало известно, что второй по значимости конкурс «Перспективы» среди режиссёров-дебютантов уже второй год подряд проводиться не будет по экономическим причинам.
Многие зарубежные гости, приглашённые на фестиваль, в частности, Гэри Олдмен и Жерар Депардьё, отказались от посещения мероприятия. По словам Кирилла Разлогова, «между западными и российскими кинематографистами „повеяло холодком“ из-за сложившейся ситуации на Украине», однако напрямую об этом не говорится — отказы мотивируются личными и деловыми обстоятельствами.

### Дело Сенцова
Во время церемонии закрытия кинофестиваля глава Национального союза кинематографистов Украины Сергей Тримбач обратился к Владимиру Путину с просьбой содействовать освобождению Олега Сенцова, украинского режиссёра, задержанного ФСБ и судимого в России. К обращению присоединился президент фестиваля Никита Михалков.

## Фильмы открытия и закрытия
- Фильм открытия кинофестиваля — «Красная армия», документальный фильм режиссёра Гейба Польски о советском хоккее.
- Фильм закрытия кинофестиваля — «Планета обезьян: Революция» режиссёра Мэтта Ривза.

## Основной конкурс

### Жюри основного конкурса

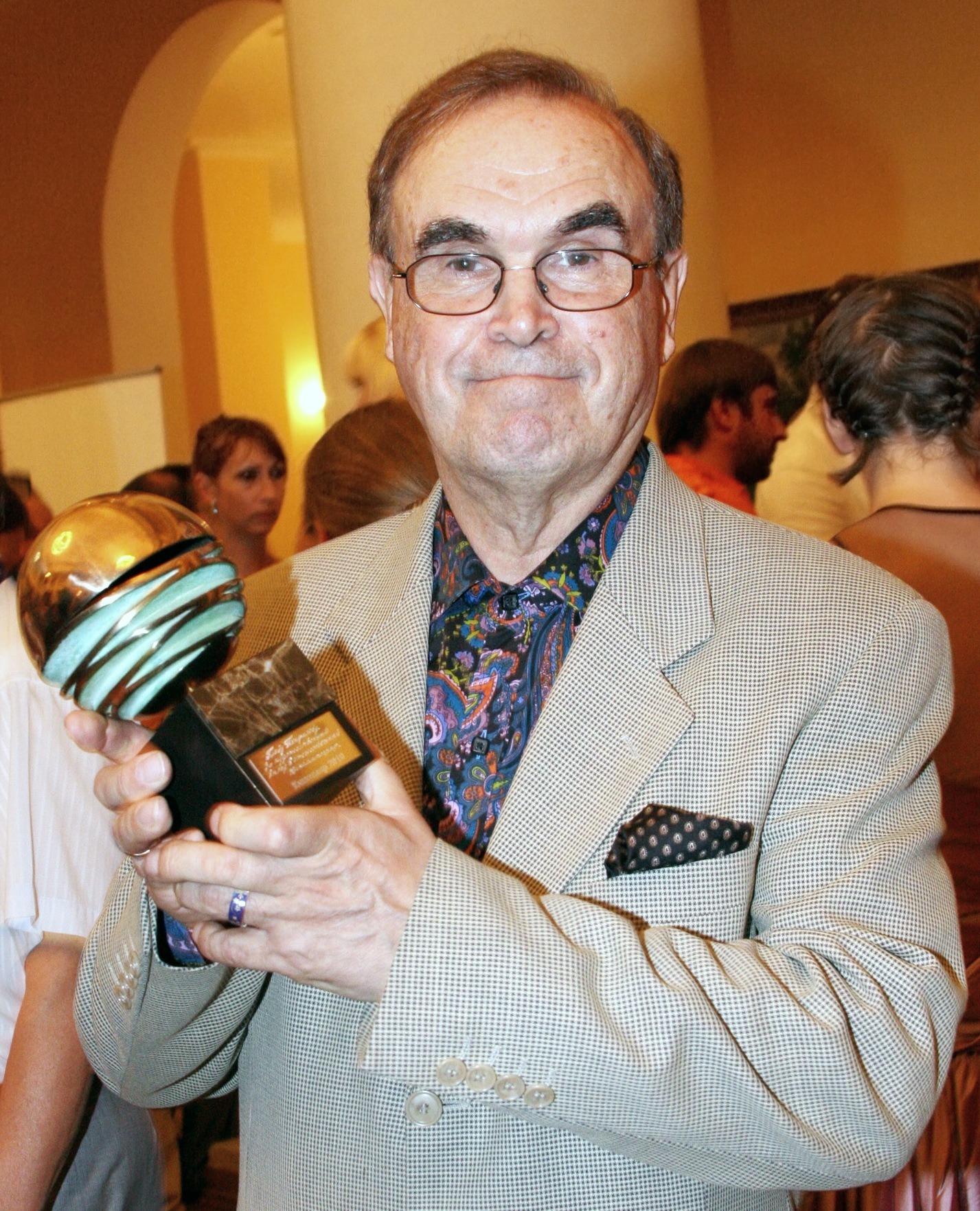
Глеб Панфилов, председатель жюри основного конкурса

В жюри основного конкурса входит пять человек:
- Глеб Панфилов (Россия), кинорежиссёр — председатель жюри
- Лоран Данилю (Франция), кинокритик, продюсер
- Леван Когуашвили (Грузия), режиссёр
- Франциска Петри (Германия), актриса
- Абдеррахман Сисако (Мавритания), режиссёр

Все четверо иностранных членов жюри имеют отношение к российскому кинематографу: Сисако и Когуашвили — выпускники режиссёрского факультета ВГИКа, Петри — главная героиня фильма Кирилла Серебренникова «Измена», Данилу — продюсер фильмов «Александра» Александра Сокурова и «Две женщины» Веры Глаголевой.

### Фильмы основного конкурса
- Белый ягель, Россия (реж. Владимир Тумаев)
- Бети и Амар, Германия (реж. Энди Зиге)
- Братья. Последняя исповедь, Украина (реж. Виктория Трофименко)
- Всё включено, Германия (реж. Дорис Дёрри)
- Да и да, Россия (реж. Валерия Гай-Германика)
- Из породы пернатых, Южная Корея (реж. Син Ён Сик)
- Круговерть, Франция (реж. Марк Фитусси)
- Мой мужчина, Япония  (реж. Кадзуёси Кумакири)
- Неспелые гранаты, Иран (реж. Маджид-Реза Мостафави)
- Прибежище, Израиль (реж. Амикам Ковнер)
- Репортёр, Нидерланды (реж. Тейс Глогер)
- Самый опасный человек, Великобритания, США, Германия (реж. Антон Корбейн)
- Свет моих очей, Турция, Франция (реж. Хаккы Куртулуш, Мелик Саракоглу)
- Сентименталисты, Греция (реж. Николас Триандафиллидис)
- Страна мечты, Германия, Швейцария (реж.  Петра Бьондина Вольпе)
- Хардкор диско, Польша (реж. Кшиштоф Сконечны)

Согласно регламенту ММКФ, в основной конкурс могли быть включены только такие фильмы, для которых их показ на московском кинофестивале был премьерным.
Фаворитами основного конкурса перед началом фестиваля считались фильмы «Да и да» Валерии Гай Германики и «Самый опасный человек» Антона Корбейна.

## Конкурс документального кино
Документальная программа «Свободная мысль» в рамках Московского Международного кинофестиваля была открыта в 2006 году и с тех пор каждый год представляет лучшие мировые документальные картины — победителей самых престижных кинофестивалей, лауреатов главных кинематографических премий, а также лидеров проката.
20 июня 2014 г. во втором зале кинотеатра «Октябрь» начнутся показы документальных программ 36-го Московского Международного кинофестиваля. Кураторы программ — режиссёр Сергей Мирошниченко и продюсер Григорий Либергал.

### Жюри документального конкурса

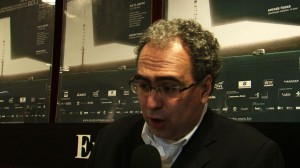
Амир Лабаки, член жюри документального конкурса

В жюри документального конкурса входят три человека:
- Шон МакАллистер[англ.] (Великобритания), режиссёр — председатель жюри
- Амир Лабаки[порт.] (Бразилия), кинокритик, создатель и директор международного фестиваля документального кино «Это всё правда»[порт.]
- Алина Рудницкая (Россия), режиссёр

### Команда документальной программы
- Сергей Мирошниченко, Григорий Либергал — кураторы документальной программы, отборщики
- Георгий Молодцов — отборщик, коодринатор конкурсной программы
- Анна Тархова — отборщик, координатор внеконкурсной программы
- Ангелина Голикова — администратор документальных программ
- Яна Хмелевцова — секретарь жюри документального конкурса
- Евгения Молодцова — координатор гостей документальной программы
- Ольга Рябова — координатор показов документальной программы

### Программа конкурса документального кино
- Дневник Шехерезады // Scheherazade’s Diary Ливан, 2013
- Казус Блохера // L’experience Blocher Швейцария, Франция, 2013
- Глубокая любовь // Deep Love Польша, 2013
- Сетевой торчок // Web Junkie Израиль, США, 2013
- Зелёный принц // The Green Prince Германия, Великобритания, Израиль, 2014
- Ложь Армстронга // The Armstrong Lie США, 2013
- Cardiopolitika Россия, 2014
- Счастье // Happiness Франция, Финляндия, 2013

## Внеконкурсные программы
- Специальные показы
- 8½ фильмов
- Anima Latina
- Ателье
- Божественная эйфория
- Великая иллюзия
- Далекое близкое
- Дикие ночи
- Европа плюс Европа
- Кшиштоф Занусси. Константы
- Небо над Берлином
- Памяти Владимира Дмитриева. В первом ряду
- По ту сторону игровой и неигровой
- Русский след
- Свободная мысль. Программа документального кино
- Сделано в Китае
- Сине-Фантом
- Студия «Илинг». Золотые годы
- Третий возраст
- Фильмы, которых здесь не было

## Награды фестиваля
- Главный приз «Золотой Святой Георгий»

«Мой мужчина» (реж. Кадзуёси Кумакири, Япония)
- Специальный приз жюри «Серебряный Святой Георгий»

«Свет моих очей» (реж. Мелик Сарачоглу, Хаккы Куртулуш, Турция, Франция)
- Приз «Серебряный Святой Георгий» за лучшую режиссёрскую работу

Валерия Гай Германика («Да и да», Россия)
- Приз «Серебряный Святой Георгий» за лучшее исполнение мужской роли

Таданобу Асано («Мой мужчина», Япония)
- Приз «Серебряный Святой Георгий» за лучшее исполнение женской роли

Наталка Половинка («Братья. Последняя исповедь», Украина)
- Приз «Серебряный Святой Георгий» за лучший фильм документального конкурса

«Глубокая любовь» (реж. Ян П. Матушинский, Польша)
- Приз за лучший короткометражный фильм

«14 шагов» (реж. Максим Шавкин, Россия)
- Приз жюри Международной федерации кинопрессы (ФИПРЕССИ)

«Да и да» (реж. Валерия Гай Германика, Россия)
- Приз ассоциации NETPAC

«Свет моих очей» (реж. Мелик Сарачоглу, Хаккы Куртулуш, Турция, Франция)
Диплом — «Нагима» (реж. Жанна Исабаева, Казахстан)
- Приз жюри российской кинокритики

«Братья. Последняя исповедь», (реж. Виктория Трофименко, Украина)
- Приз зрительских симпатий

Основной конкурс — «Белый ягель», (реж. Владимир Тумаев, Россия)
Конкурс документального кино — «Зелёный принц» (реж. Надав Ширман, Германия, Великобритания, Израиль)
- Приз газеты «Коммерсантъ Weekend»

«Да и да» (реж. Валерия Гай Германика, Россия)
- Приз Федерации киноклубов России

Основной конкурс — «Свет моих очей» (реж. Мелик Сарачоглу, Хакки Куртулуш, Турция, Франция)
Российская программа — «Ещё один год» (реж. Оксана Бычкова, Россия)
- Приз за вклад в мировой кинематограф

Глеб Панфилов, режиссёр (Россия)
- Специальный приз «За покорение вершин актёрского мастерства и верность принципам школы К. С. Станиславского»

Инна Чурикова, актриса (Россия)
Больше всего наград на кинофестивале, по три, получили ленты «Свет моих очей» Мелика Сарачоглу и Хакки Куртулуша и «Да и да» Валерии Гай Германики.

## Отзывы о кинофестивале в СМИ
Относительно наград кинофестиваля, обозреватель «Московского комсомольца» Светлана Хохрякова отметила радикальность решений Глеба Панфилова как председателя жюри, от которого ждали «взвешенных и консервативных решений». Так, главная награда и приз за лучшую мужскую роль получила картина, посвящённая близким отношениям между «мужчиной и юной девушкой, которая оказывается ещё и его дочерью» («Мой мужчина» Кадзуёси Кумакири).
В прессе отмечалось значительное снижение числа иностранных звёзд и журналистов в связи с санкциями, на что президент ММКФ Никита Михалков заметил, что это «не повод считать фестиваль несостоявшимся».
По мнению кинокритика Марии Безрук, конкурсная и внеконкурсная программа в этом году оказалась слабой. «Из общего потока вторичных фильмов» конкурсной программы Безрук выделила ленты «Да и да», «Мой мужчина», «Хардкор диско» и «Бетти и Амар». Сильной стороной ММКФ-2014 кинокритик назвала программу документального кино.